# Jean Grey
Jean Elaine Grey-Summers, nota semplicemente come Jean Grey, è un personaggio dei fumetti statunitensi creato da Stan Lee (testi) e Jack Kirby (disegni), pubblicato dalla Marvel Comics e apparsa per la prima volta sulle pagine di The X-Men n. 1 (settembre 1963).
È una mutante di livello omega appartenente al gruppo degli X-Men, di cui è stata una dei membri fondatori, per poi co-fondare X-Factor. Durante la sua storia editoriale ha cambiato diverse volte nome in codice, iniziando con Marvel Girl per poi passare a Fenice (Phoenix), che divenne Fenice Nera (Dark Phoenix) dopo che l'entità cosmica Forza Fenice prese la sua identità e il suo posto negli X-Men volgendosi però ad azioni malvagie. Infine Jean, dopo la sua morte e congiunzione con il luogo di incubazione cosmico della Fenice, è stata definita Fenice Bianca della Corona (White Phoenix of the Crown) e in questo ruolo ha salvato e riscritto per un'ultima volta la storia della Terra.
Jean è il personaggio che conta il più alto numero di morti e rinascite sotto vari aspetti nella storia del gruppo mutante; altra caratteristica è quella di essere un'importante figura di riferimento nella vita di tutti coloro che le sono stati accanto: moglie e primo amore di Ciclope, "figlia" e discepola di Charles Xavier, principale interesse sentimentale di Wolverine, "sorella" e migliore amica di Tempesta, madre (effettiva o adottiva) di Rachel Summers, Cable e Nate Grey e mentore di numerosi altri giovani mutanti.
Nei panni di Fenice Nera si è posizionata nona nella classifica dei più grandi villain della storia dei fumetti, mentre la Saga di Fenice Nera viene considerata unanimemente tra i migliori crossover nella storia della Marvel Comics. Il sito web IGN l'ha inserita alla tredicesima posizione nella classifica dei cento maggiori eroi della storia dei fumetti, dopo Iron Man e prima di Thor.

## Biografia del personaggio

### Origini
Nata ad Annadale-on-Hudson, New York, dai coniugi John ed Elaine Grey. Come tutti i mutanti, i poteri di Jean comparvero durante l'adolescenza, anche se nel suo caso in maniera esplosiva: all'età di dieci anni, infatti, fu testimone della morte della sua migliore amica, Annie Richardson, travolta da un'auto e morta fra le sue braccia; Jean fu investita da tutto il dolore e la sofferenza dell'amica e, traumatizzata da questo insieme di emozioni e dai suoi nascenti poteri, fu inviata in cura dal professor Xavier, con il compito di aiutarla nel controllo dei suoi doni. Durante una delle loro sedute con Cerebro, Jean riuscì a sentire, all'interno dell'orfanotrofio in cui era ospitato, I suoi poteri ne toccò la mente in modo da lasciare un suo ricordo. Rendendosi conto che la giovane non sarebbe stata in grado di gestire l'elevato potenziale della sua mutazione, Xavier bloccò telepaticamente i suoi poteri facendo in modo che si sviluppassero naturalmente. All'età di tredici anni, Jean sviluppò un buon controllo telecinetico e durante l'adolescenza fu inviata alla Xavier's School for Gifted Youngsters, entrando così nella prima formazione degli X-Men. Unica ragazza del gruppo ed assunto il nome in codice di Marvel Girl, si scontrò per la primissima volta con il mutante Magneto ed in seguito con nemici sempre più potenti come la Confraternita dei mutanti malvagi, il Fenomeno e le Sentinelle. Lasciata brevemente la Scuola Xavier, Jean frequentò il Metro College solo per poi tornare fra gli X-Men e cominciare una relazione con Scott.

### Fenice
Quando i primi X-Men furono catturati dall'isola vivente Krakoa, Xavier mise insieme un nuovo team, la cosiddetta Seconda Genesi, con il compito di salvare i membri anziani. Terminata la missione, Jean e molti X-Men abbandonarono il gruppo, sicuri che le nuove leve avrebbero ben difeso il genere mutante. Tuttavia, anche se contrariata dalla scelta di Scott di rimanere in servizio, non lo diede a vedere, ma anzi rimase in contatto con lui e strinse persino una profonda amicizia con Tempesta, per non parlare dell'attrazione che provò per il canadese Wolverine. Tempo dopo, durante un appuntamento con Scott, Jean, assieme a Wolverine e Banshee, venne rapita dalle Sentinelle e portata a bordo di un'abbandonata piattaforma orbitante S.H.I.E.L.D.. Soccorsi dal resto degli X-Men, con l'aiuto del Dr. Corbeau, in Nessun X-Man ha mai amato tanto..., si racconta che nel viaggio di ritorno, a bordo di uno shuttle con rotta verso la Terra, gli X-Men vengono investiti da una delle peggiori tempeste magnetiche della storia. Jean, decide allora di mettere al sicuro i compagni nella stiva schermata della navetta e di prendere i comandi, tentando di mantenere l'integrità strutturale dello shuttle attraverso la telecinesi. Lo sforzo di mantenere integra la navicella è, però, al di là delle sue capacità, tanto che i blocchi psichici imposti da Xavier saltano, facendo evolvere il suo potere fino a trasformarla in un essere composto di puro pensiero. Jean sarebbe morta se non fosse stato per l'intervento dell'entità cosmica Fenice che, fondendosi con lei ne amplificò i poteri. Attraversata l'atmosfera, lo shuttle si schiantò nelle acque della Jamaica Bay, baia e area naturalistica nel quartiere newyorchese del Queens, nei pressi della foce del fiume Hudson. Utilizzando il proprio potere telecinetico, Jean rimise assieme il proprio corpo ed emerse sana e salva dalle acque solo per svenire tra le braccia di Scott. Dopo un periodo di riabilitazione, durante il quale la sua potenza aumentò di giorno in giorno, finché non arrivò a manipolare telecineticamente la materia a livello atomico, Jean fu dimessa dall'ospedale e si riunì ai compagni, spaventati per le continue evoluzioni dei suoi poteri. Ignara della presenza di Fenice all'interno del suo essere, Jean continuò la carriera da X-Woman. Abbandonato il nome-in-codice di Marvel Girl assunse quello di Fenice, e con le sue nuove capacità fu in grado di risolvere situazioni veramente complesse: addirittura nell'arco narrativo E ora... Armageddon riuscì a contenere telecineticamente la distruzione del Cristallo M'Kraan, che avrebbe comportato la fine del multiverso. Di ritorno sulla Terra e a seguito di uno scontro con Magneto, Jean e Bestia vengono separati dai compagni, credondoli morti. In questo periodo, la ragazza incontrò l'affascinante Jason Wyngarde, che altri non era se non il mutante illusionista Mastermind, affiliato al Club infernale.

Ciclope e Fenice durante le ultime fasi della Saga di Fenice Nera. Disegni di John Byrne.

Sfruttando il dolore e la solitudine della ragazza, Mastermind la convinse di essere Lady Grey, aristocratica Regina Nera del Club e sua amante, ma le difese psichiche di Jean erano difficili da aggirare, e nel frattempo, la giovane si riunì ai suoi redivivi compagni tornando ad essere una supereroina. Inviati a reclutare due nuovi mutanti, Kitty Pryde e Dazzler, gli X-Men caddero nelle grinfie del Club infernale e portati nella loro sede newyorkese dove, attraverso le illusioni di Mastermind e la telepatia di Emma Frost, si riuscì a far credere a Fenice di essere la Regina Nera. Durante la prigionia, Mastermind si accorse del legame telepatico fra Jean e Scott, e affrontando l'uomo in un duello telepatico riuscì a reciderlo. Tuttavia, quando finalmente gli X-Men fuggirono, grazie all'intervento di Wolverine, accade l'inevitabile: in Troppo tardi, gli eroi!!, Jean si libera del controllo di Mastermind, spedendo la sua coscienza ai limiti dell'universo, e corrotta dalla emozioni umane avvia la trasformazione in Fenice Nera. Rivoltatasi contro gli X-Men e sconfitti i membri del Club infernale, vola nello spazio, dove in preda alla follia stermina intere civiltà mandando in nova il sole di quel sistema planetario e cibandosi della sua energia. Tornata sulla Terra e apparentemente di nuovo in possesso delle sue facoltà mentali, Fenice viene rapita da un consiglio di razze aliene presieduto dagli Shi'ar, che la ritengono un pericolo per l'universo. Processata sulla Zona Blu della Luna e condannata a morte dall'amante di Xavier, l'imperatrice Lilandra, dopo uno scontro impari con la Guardia Imperiale, nel quale gli X-Men vengono facilmente sconfitti, Jean si convince, infine, della giustizia della tesi degli alieni e decide di suicidarsi, facendo disperdere i frammenti dell'anima di Fenice sulla Terra e lasciando un profondo dolore nei cuori di chi l'aveva amata.

### Ritorno
Qualche anno dopo, i Vendicatori, in Minaccia sottomarina, trovarono uno strano bozzolo sul fondo di Jamaica bay, e chiesto a Reed Richards e ai Fantastici Quattro d'investigare, scoprirono alla sua schiusura che esso conteneva una rediviva Jean Grey. La ragazza mostrò di non avere memoria degli eventi successivi alla caduta dello shuttle, anche se fu poi rivelato che dopo il contatto con la Fenice, l'entità duplicò il suo corpo e si fuse con una parte della sua anima, lasciando Jean sopita in un bozzolo rigenerante sul fondo del fiume. Fu difatti la forza Fenice a diventare Fenice Nera, distruggere quel sistema planetario e suicidarsi. Priva di telepatia, ma con forti poteri telecinetici, Jean contattò e si riunì agli X-Men, rifiutandosi di riconoscere Rachel Summers come figlia a causa del legame di questa con la Fenice. Durante il periodo in cui fu data per morta, Scott aveva incontrato la pilota d'aerei Madelyne Pryor, del tutto simile a Jean, e con lei aveva messo su famiglia, allietata dalla nascita del piccolo Nathan Summers. Ciononostante, quando gli giunse la notizia del ritrovamento di Jean non ci pensò due volte prima di abbandonare moglie e figlio per correre dal suo risorto primo amore e, assieme ad Angelo, Uomo Ghiaccio e Bestia, fondò X-Factor. Fu durante questo periodo che Jean si scontrò per la prima volta con il malvagio mutante Apocalisse e che Scott, non trovando più la moglie in casa, dedusse che questa lo aveva lasciato, mentre in realtà la vera Madelyne era stata rapita assieme al figlio dai Marauders di Sinistro, responsabile della sua clonazione dal DNA di Jean Grey per poterlo fondere con quello Summers e dare così vita ad un mutante di livello superiore. Gli X-Men, tuttavia, riuscirono nell'impresa di salvare Madelyne e la portarono con loro in Australia, dove la donna strinse un patto con i demoni della dimensione Limbo e divenne la loro Regina. Tornata a New York, durante il crossover Inferno decise di sacrificare il figlio per aprire le porte del Limbo, ma quando vide Jean decise di collegarsi telepaticamente a lei nella speranza che il suo suicidio portasse anche la rivale alla morte. Jean sopravvisse e, riunite le coscienze di Madelyne e del frammento di Fenice, che in sua assenza si era legata al corpo del clone, acquistò tutti i ricordi delle due. Liberatasi del frammento, Jean riacquistò la telepatia grazie all'opera del malvagio Psynapse ed entrò, quindi, nel Gold Team guidato da Tempesta, quando X-Factor venne sciolta ed i suoi membri riconfluirono fra le file degli X-Men. Fu in questo periodo, che Jean si scontrò con Psylocke, colpevole di sedurre Scott. Benché fra i due non fosse accaduto null'altro al di fuori di un bacio, Scott abbandonò brevemente l'istituto e Jean ingaggiò una lotta con la rivale, interrotta dall'arrivo di Revanche, donna che proclamava di essere la vera Betsy Braddock. Risolto il mistero, il corpo fisico di Jean venne distrutto durante un attacco delle Sentinelle, e la donna sopravvisse solo trasferendo la propria coscienza all'interno del corpo comatoso di Emma Frost. Aiutata da Forge e Xavier riacquistò i propri panni ed utilizzò la telecinesi per soccorrere Wolverine, dopo che Magneto gli strappò lo scheletro d'adamantio, e permettere al suo fattore rigenerante di curarlo.

### Matrimonio
Quando Scott propose a Jean di sposarlo, la donna declinò l'offerta poiché gravata dai ricordi di Madelyne. Sentendosi garantire dal fidanzato che l'avrebbe aspettata fino a quando non fosse stata pronta, poco tempo dopo fu la stessa Jean a fargli la proposta, seguita a breve dal matrimonio e dall'accettazione di Rachel nella famiglia. Durante la luna di miele, Madre Askani, in realtà una Rachel catapultata duemila anni nel futuro, utilizza i propri poteri per portare Jean e Scott avanti nel tempo, in un'epoca governata da Apocalisse, dove i due alleveranno il piccolo Nathan Summers per una decina d'anni in modo da farlo crescere come uno dei leader della resistenza, per poi sconfiggere il malvagio e tornare indietro nel tempo adottando il nome-in-codice di Cable. Scoperto il vagabondaggio di Rachel per lo spazio-tempo a causa della prematura morte del futuro Apocalisse, Jean decide d'indossare di nuovi i panni di Fenice, per rendere onore alla figlia e per redimere il nome dell'entità cosmica. Durante la battaglia con Apocalisse, per salvare la vita al figlio Scott decide di fondersi con lo spirito del malvagio, diventandone il nuovo ospite, e scompare per un periodo di tempo, mentre Jean e Psylocke si scambiano misteriosamente i poteri: la prima amplifica le sue doti telepatiche, mentre la seconda diviene una potente telecineta. Sentendo che il suo amato Scott era ancora vivo, Jean, aiutata da Cable, partì alla sua ricerca abbandonando temporaneamente gli X-Men. Trovatolo in uno dei tanti paesi medio orientali, grazie alla sua telepatia riuscì a separare l'essenza del marito da quella di Apocalisse e a ricondurre un'ormai diverso, e corrotto, Scott Summers allo Xavier Institute.

### Requiem
A causa dei doveri di Jean come direttrice dello Xavier Institute, alla riemersione dei poteri della Fenice e alla fusione di Scott con Apocalisse, fra i due nacquero seri problemi di coppia che divennero una vera e propria frattura quando il marito cominciò ad apparire sempre più distante e a rifiutarsi di condividere il letto. Mentre Jean era in visita alle varie X-Corporation sparse per il globo, al fine di salvare il matrimonio Scott si rivolse alla psicologa e terapeuta sessuale Emma Frost, che sfruttò la situazione per intromettersi fra i due e cominciare una relazione telepatica con il paziente. Scoperta la scappatella del marito, che si giustificò dicendo che in fondo erano solo pensieri e che mai nulla di fisico era accaduto con Emma, Jean si scagliò contro la rivale accusandola di aver sfruttato la debolezza e la confusione di Scott e, rilasciato il potere di Fenice sulla sua mente, andò a fare un giro fra i suoi ricordi più dolorosi, riportando a galla antichi rancori e tristezze che la bionda telepate aveva creduto dimenticati. Più tardi, ingannata da Xorn, Fenice corse in aiuto di Wolverine, intrappolato su ciò che rimaneva dell'orbitante colonia spaziale conosciuta come Asteroide M. Incapacitati alla fuga e con ormai poche speranze di sopravvivere, Wolverine uccise Jean su sua esplicita richiesta, poiché timorosa di trasformarsi ancora una volta in Fenice Nera. Prossimi alla morte perché in rotta di collisione col Sole, la coscienza di Fenice emerse dalla psiche di Jean e salvò entrambi i mutanti riportandoli sulla Terra, dove il redivivo Magneto, nascosto per tutto il tempo sotto i panni di Xorn, aveva incanalato una gigantesca quantità di energia elettromagnetica che non esitò a trasferire nel corpo di Jean, procurandole un letale infarto di potenza planetaria. Spirando tra le braccia di Scott, Jean lo esortò a vivere.

### Spettri dal futuro
Alla morte di Jean, Scott rifiuta la proposta di Emma di riaprire l'istituto, creando una linea temporale futura in cui fu Bestia a farlo al posto loro e poiché oberato dalle tante responsabilità cominciò ad assumere la droga Kick, in realtà forma aerea del malvagio Sublime che prese il controllo del suo corpo e della sua mente. Centocinquanta anni più tardi, nella Zona Blu della luna viene ritrovato l'uovo di Fenice che, dopo varie peripezie, arriva nelle mani della quasi immortale Bestia. Fatto schiudere anticipatamente, dal suo interno emerge una rinata Jean senza alcuna memoria del passato, che strumentalizzata da Bestia attacca ciò che resta dei mutanti sparsi sul pianeta. Rincontrato Wolverine e ritornata la memoria, Jean estirpa Sublime dal corpo di Bestia, che viene poi decapitato da Fantomex, e decide di recidere quella linea temporale futura. Fuoriuscita dallo spazio-tempo giunge alla Stanza Incandescente, altopiano della realtà e dimora della coscienza della forza Fenice, dove, trasformatasi in Fenice Bianca della Corona, utilizza il proprio potere cosmico per tornare indietro nel tempo ed indurre Scott ad accettare la proposta di Emma di riaprire l'istituto. Assolto il proprio compito, svanisce all'interno della Stanza.

### L'ultimo canto di Fenice
Nella miniserie L'ultimo canto di Fenice, gli Shi'ar fanno risorgere prematuramente la forza Fenice nella speranza di distruggerla quando ancora debole. Fallita l'impresa, Fenice torna sulla Terra dove riesumata Jean si fonde nuovamente con lei, rivelando che le due sono una cosa sola: mai un altro essere riuscirà a fondersi tanto perfettamente con Fenice quanto Jean. Terrorizzati dal ritorno della donna, gli X-Men ingaggiano uno scontro con lei al Polo Nord, nuovo luogo di riposo di Jean dopo aver ripreso il controllo del corpo. Nel frattempo allo Xavier Institute, Quentin Quire risvegliatosi dal suo stato incorporeo chiese aiuto a Fenice per far rivivere la sua adorata Sophie, Naiade morta durante l'Open Day. Intrappolata ora nel corpo di Emma, Fenice può finalmente godere del nutrimento offerto dai raggi ottici di Ciclope, unica ragione del ritorno sulla Terra, fino a quando gli Shi'ar e Quire non interrompono l'interludio, costringendo una sempre più stanca Emma a rigettare Fenice, che torna così nel corpo di Jean. Corrotta nuovamente dalle emozioni umane, Fenice Nera è pronta a bruciare e purificare il mondo, ma con l'aiuto delle Naiadi, che rintracciano ogni X-Men sul pianeta, Emma riesce a far sentire alla donna tutto l'amore che i suoi amici provano per lei. Riacquistato l'equilibrio fra il proprio spirito e Fenice, Jean sventa l'attacco degli Shi'ar e trasformatasi nuovamente in Fenice Bianca, torna all'interno della Stanza Incandescente per rimettere assieme tutti i frammenti della sua anima e ritornare finalmente integra.

### Il canto di guerra di Fenice
Nella miniserie Il canto di guerra di Fenice, protagoniste sono le tre Naiadi di Stepford e il loro incontro con la Fenice. Assorbita la sua potenza, le tre tornano nel laboratorio nel quale sono state create, il Mondo di Sublime. Figlie-cloni di Emma Frost, create da ovuli sottratti alla donna quando ancora in stato di coma, le Naiadi furono create con il solo scopo di contenere la Fenice, e, connesse alle loro altre mille sorelle, raggiungere ogni mente mutante sul pianeta per spegnerla. Benché restie ad accettare la Fenice, a una a una le tre finiscono preda del suo potere fino a quando Celeste non si trasforma in Fenice Nera e decide di bruciare le Mille-in-Una. Al termine dell'avventura, la ragazza divide il frammento di Fenice in tre parti e lo rinchiude all'interno dei loro cuori di diamante, dai quali non potrà più uscire.

### Apparizioni
Dalla decimazione dell'M-Day, nessun nuovo mutante si è manifestato sulla Terra fino alla nascita della messia in una cittadina dell'Alaska. Da quanto mostrato finora la piccola assomiglierebbe, almeno esteticamente, alla figura di Jean, con tanto di occhi verdi e capelli rossi. Per rafforzare tale collegamento, oltre all'intuizione di Scott al termine di Messiah Complex, sulle pagine del mensile dedicato a Cable, mostra il riflesso della Fenice nei suoi occhi.
Durante il crossover War of Kings, i frammenti di Fenice ospitati da Marvel Girl e dalla spada di Korvus improvvisamente lasciano i loro ospiti per dirigersi in una direzione ignota. Avvertendo una mente familiare, Rachel prega la madre di non privarla di tale potere proprio in quel momento.
Nella fase saliente dell'assedio di Graymailkin da parte della Sorellanza della Regina Rossa, Jean appare nel piano psichico liberando Emma dalle illusioni di Lady Mastermind e suggerendole di prepararsi per un misterioso evento futuro.

## Vita sentimentale
Fin dall'inizio delle sue vicende era facile supporre che si sarebbe legata a Ciclope, ma ci è voluto parecchio tempo perché i due manifestassero liberamente i propri sentimenti. Benché innamorato della giovane, Scott ha molto temporeggiato prima di dichiararsi, lasciando così campo libero alle infatuazione e alle speranze di quasi tutti i membri fondatori degli X-Men, anche se nessuno di loro è mai andato tanto vicino a strapparle un bacio quanto Angelo. Persino il suo mentore, il compassato Charles Xavier non è stato indifferente al suo fascino, sviluppando sentimenti per l'alunna che decise poi di sopprimere, obbligandosi ad un rapporto professionale. Non appena il selvaggio Wolverine si unì agli X-Men, fra i due nacque un ambiguo sentimento di amicizia, che è poi sfociato in amore sofferto ed impossibile. Benché attratta dal canadese, Jean rimase fedele a Scott per parecchi anni, anche quando fu noto che il marito aveva cominciato una relazione telepatica con Emma Frost.

## Poteri e abilità
Jean è l'unica mutante di livello omega esplicitamente identificata come tale: le sue iniziali abilità telecinetiche e telepatiche si sono evolute notevolmente nel corso della sua storia editoriale e il legame che condivide con l'entità cosmica Fenice, che le ha conferito poteri divini, ha reso il suo potenziale pressoché illimitato.
Può contare su diversi poteri psionici, telepatici, telecinetici, oltre che su pirocinesi e manipolazione di materia, energia, forme di vita, tempo e spazio, linee temporali future o passate. Durante le sue prime apparizioni manifestò unicamente i suoi poteri telecinetici mentre quelli telepatici comparvero solo successivamente: inizialmente affermò che erano frutto della condivisione di una parte dei poteri mentali di Xavier, ma successivamente si venne a sapere che questi erano preesistenti e semplicemente bloccati da quest'ultimo per far sì che non disturbassero la psiche della ragazza.
Considerata una delle telepati più potenti della Terra se non la più potente, quando fusa con Fenice Jean eleva le proprie abilità all'ennesimo livello divenendo capace di leggere, influenzare, controllare e comunicare con le menti altrui, per non parlare della capacità di proiettare sé stessa ed altri sul piano astrale e rilasciare onde telepatiche in grado di tramortire o addirittura uccidere l'avversario. Nonostante il suo pieno controllo del piano mentale, è anche in grado di influenzare quello fisico ingannando i sensi, alterando le funzioni fisiche o addirittura le mutazioni altrui. Oltre che con gli esseri umani la si è vista comunicare anche con moltissimi animali, cosa che la rende una telepate quasi unica nel suo genere. Come se ciò non bastasse è dotata di una memoria eidetica che le permette di ricordare quasi tutto ciò che percepiscono i suoi sensi. Come quelli telepatici, anche i suoi poteri telecinetici si sono sviluppati fino al loro limite estremo permettendole di fare, disfare, manipolare, creare, distruggere, alterare, comporre e scomporre praticamente qualsiasi cosa. Esperta nelle varianti micro e macrocinesi e nel loro uso difensivo e offensivo, Jean utilizza anche il proprio potere per velocizzare le particelle atomiche attorno a lei tanto da farle surriscaldare e prendere fuoco in modo da creare l'immagine di una fenice. Dopo che scambiò i poteri con Psylocke non riuscì più ad accedere alla telecinesi, ma in compenso la telepatia crebbe a livelli inverosimili tanto che riuscì a manifestarla sia con le sembianze di un uccello di fuoco i cui artigli potevano creare danni fisici e psichici, che con un marchio a forma di fenice attorno all'occhio. Dopo che Fenice si manifestò nuovamente in lei, ricreò la sua mutazione telecinetica e la fece evolvere fino ai suoi limiti estremi.
Come Fenice è stata in grado di ricevere, assorbire, incanalare, preservare, creare e distruggere qualsiasi tipo di energia vitale presente nel multiverso, oltre ad utilizzare tale energia per far rivivere, morire e curare se stessa o altri individui; Fenice, inoltre, le garantisce innumerevoli altri poteri che esulano dalla sua mutazione come la manipolazione di materia a livello atomico, di energia elettromagnetica e cosmica su scala universale, il volo nello spazio aperto, l'apertura di varchi tra una galassia e l'altra, la sopravvivenza in qualsiasi tipo d'atmosfera e non ultimo un particolare tipo di pirocinesi definito come cosmico: tale dote le permette di creare, manipolare e controllare un tipo di fuoco che non ha bisogno di ossigeno per bruciare e può essere evocato anche in ambienti gelidi, umidi o addirittura sott'acqua. Utilizzato principalmente sotto forma di rapace, questo fuoco provoca dolore sia sul piano mentale sia su quello fisico e brucia tutto ciò che non funziona. Come effetto collaterale, però, Jean prova ciò che viene definito come Manifestazione della Fenice, vale a dire che riesce a percepire quando un oggetto sotto l'influsso della sua telecinesi viene toccato, sfiorato o urtato da un altro individuo. Benché inizialmente si pensasse che tali poteri fossero solo in prestito, poiché uno fra i tanti ospiti di Fenice, è stato rivelato che Jean e l'entità cosmica sono un unico essere nonché la vera reincarnazione l'una dell'altra, altrimenti non sarebbe stata possibile la trasformazione in Fenice Bianca della Corona. Come più alta manifestazione del potere cosmico Jean/Fenice può manipolare, controllare, creare e distruggere intere linee spazio-temporali su scala multiversale, acquisendo un potere così vasto e sconfinato da raggiungere quello di Molecola e diventare inferiore soltanto al Supremo, all’Arcano e al Tribunale Vivente. 

## Altre versioni

### Jean Grey O5 o Giovane Jean Grey
Recentemente Bestia si è recato nel passato ed ha convinto gli originali giovani 5 X-Men (da qui l'indicazione O5, Original Five, per distinguerli dai loro corrispettivi adulti) a seguirlo nel futuro, dopo gli eventi capitati nell'arco narrativo Avengers VS X-Men. Jean Grey e gli altri X-Men ancora adolescenti, si decidono a questo passo per cercare di convincere le loro controparti adulte a cambiare le loro posizioni, onde evitare il disastro di cui ha parlato loro Bestia. Vengono così a conoscenza di molti eventi che riguarderanno le loro vite e in particolare Jean utilizzando per la prima volta la telepatia, scopre molti fatti sul suo futuro che la lasciano sconvolta, e le fanno raffreddare il suo rapporto con il Giovane Ciclope; nonostante il parere di molti che li vorrebbero rimandare indietro, gli O5 decidono ugualmente di fermarsi in quell'epoca, per vedere di provare a sistemare le cose. Restano però intrappolati nel futuro, creando un paradosso spazio temporale ed iniziando così tutta una serie di nuove vicende che li riguardano.
Inizialmente la giovane Jean e gli altri O5 si fermano come ospiti nella Jean Grey School, guidata da Wolverine, Bestia, Shadowcat e Tempesta, ma dopo l'intervento di una confraternita di mutanti malvagi dal futuro, che li vorrebbe costringere a tornare indietro nel passato, prendono le parti di Ciclope adulto e accompagnati da Shadowcat (che anche lei ha rivisto la propria posizione), si recano nella sua base segreta. Durante lo scontro con la confraternita malvagia dal futuro, Jean inoltre incontra la sé stessa adulta, detta Xorna, preda della follia e di poteri enormi ma ormai incontrollabili, ma Jean riesce comunque vincitrice da questo scontro, assieme agli altri giovani O5 e agli X-Men adulti.
Poco tempo dopo essere arrivata nella base segreta del gruppo guidato da Ciclope adulto, Jean viene rapita dagli alieni Shi'ar che la portano sul loro pianeta e la processano per i crimini che compirà da adulta. Gli altri O5 perciò partecipano ad una spedizione nello spazio per andare a liberarla, guidata dai Guardiani della Galassia, a cui si aggiungono i Predoni Stellari, guidati da Corsaro, il padre di Ciclope.
In questa occasione la giovane Jean manifesta in pieno tutto il suo potenziale, contribuendo alla sua stessa liberazione, e combinando in maniera nuova la sua telecinesi con la telepatia, mette fuori combattimento lo stesso imperatore Shi'ar, Kallark, un essere potentissimo. Tornati sulla Terra, la base segreta dove si nasconde Jean viene attaccata nuovamente dalla confraternita malvagia proveniente dal futuro; di nuovo Jean mostra la combinazione dei suoi poteri in modo inedito e potentissimo, contribuendo a sconfiggere i nemici. Quindi, dopo un lungo colloquio con Ciclope adulto e qualche contrasto con Emma Frost, alla fine accetta di seguire gli insegnamenti di quest'ultima per sviluppare i suoi poteri e ne diviene, inaspettatamente da tutti, anche una amica.

### Ultimate

Ultimate Jean Grey. Disegni di Ben Oliver.

La versione Ultimate di Jean è presentata come una ragazza di diciannove anni, molto più disinibita della versione classica. Anche qui manifesta una speciale connessione con la Fenice, che emerge dopo uno speciale rito all'interno del Club infernale. Preda dell'istinto, non si fa certo scrupolo, almeno all'inizio della serie, ad andare a letto con Wolverine benché fra lei e Ciclope fosse già incominciato qualcosa.

### L'era di Apocalisse
In questa realtà alternativa, Jean è una degli studenti di Magneto. Assieme al fidanzato Wolverine, decide però di abbandonare la scuola e andare a vivere per conto loro fino a quando non apprendono di un massiccio attacco nucleare alla popolazione del pianeta. Riunitasi agli X-Men, il suo DNA viene utilizzato da Sinistro, assieme a quello di Ciclope, Prelato a servizio del male per il quale prova una speciale empatia, al fine di creare il mutante perfetto: X-Man. Durante l'attacco finale, Jean utilizza i propri poteri telepatici per fermare le bombe nucleari, morendo fra le braccia di Havok.
Scoperto che nel suo DNA c'è un particolare gene che la riconduce al mitologico primo mutante o mutante Alpha, Sinistro decide di riportarla in vita. Nello scontro finale con gli X-Men Jean, che manifesta una sorta di aura infuocata simile all'effetto Fenice, riacquista i ricordi della sua vita passata e incenerisce Sinistro. Dopo l'arresto di Magneto, lei e Wolverine assumono la guida degli X-Men e riprendono la loro relazione.

### Amalgam
Nell'universo Amalgam, Jean e la modella brasiliana Beatriz da Costa, la Fire della DC, si fondono dando vita a Firebird, membro della JLX.

## Altri media

### Televisione
Jean appare in tutte le serie animate dedicate ai mutanti:
- Insuperabili X-Men, degli anni novanta
- X-Men: Evolution, del 2003
- Wolverine e gli X-Men, trasmessa recentemente da Rai Gulp.
- X-Men
- X-Men '97

È inoltre comparsa nelle serie animata The Marvel Super Heroes, L'Uomo Ragno e i suoi fantastici amici, Spider-Man - L'Uomo Ragno, Super Hero Squad Show e Iron Man: Armored Adventures.

### Cinema
Nella serie cinematografica degli X-Men, Jean è interpretata da Famke Janssen da adulta, mentre Sophie Turner ne interpreta una versione adolescenziale. Compare in:
- X-Men (2000)[18]
- X-Men 2 (X2, 2003)[19]
- X-Men - Conflitto finale (X-Men: The Last Stand, 2006)[20]
- Wolverine - L'immortale (The Wolverine, 2013)[19]
- X-Men - Giorni di un futuro passato (X-Men: Days of Future Past, 2014)[21]
- X-Men - Apocalisse (X-Men: Apocalypse, 2016)[22]
- X-Men: Dark Phoenix (Dark Phoenix, 2019)[23]

### Videogiochi
Jean Grey è apparsa nei seguenti videogiochi:
- X-Men II: The Fall of the Mutants
- X-Men
- X-Men: Gamemaster's Legacy
- X-Men: Mutant Academy
- X-Men: Next Dimension
- X-Men Legends
- X-Men Legends II: L'Era di Apocalisse
- X-Men: Il gioco ufficiale

Nel videogioco Marvel: La Grande Alleanza Jean Grey compare come uno dei boss, perché controllata mentalmente da Arcade prima e da Mefisto poi. Il giocatore viene poi costretto a scegliere se salvare lei o Nightcrawler: se sarà Jean a morire, alla fine del gioco verrà profetizzato dall'Osservatore che tornerà come Fenice Nera per vendicarsi degli eroi.
Jean inoltre è un personaggio giocabile in Marvel: La Grande Alleanza 2 e in Marvel: Sfida dei campioni, dove appare come personaggio giocabile nei panni della Fenice e come boss alla fine di alcuni livelli nei panni della Fenice Nera.